# 91 Aegina
91 Aegina är en stor asteroid upptäckt 4 november 1866 av den franske astronomen Édouard Stephan vid Marseille-observatoriet. Asteroiden har fått sitt namn efter Aigine inom grekisk mytologi.
Asteroiden har en mycket mörk yta troligtvis bestående av karbonater.
Den tillhör asteroidgruppen Astraea.